# Enna (provins)
Enna er en italienske provins på øen Sicilien.
Hovedstaden for provinsen er Enna, som også har givet navn til provinsen.

## Kommuner
- Agira
- Aidone
- Assoro
- Barrafranca
- Calascibetta
- Catenanuova
- Centuripe
- Cerami
- Enna
- Gagliano Castelferrato
- Leonforte
- Nicosia
- Nissoria
- Piazza Armerina
- Pietraperzia
- Regalbuto
- Sperlinga
- Troina
- Valguarnera Caropepe
- Villarosa

37°34′N 14°16′Ø / 37.57°N 14.27°Ø